# Чоботариу, Ливиу
Ли́виу Чобота́риу (рум. Liviu Ciobotariu; род. 26 марта 1971, Джурджу, Илфов) — румынский футболист и футбольный тренер.

## Карьера

### Клубная
Воспитанник столичной команды «Прогресул» (также известной как «Национал»). За свою карьеру провёл большинство матчей именно в этой команде (173 игры, 19 голов). В 1990-х годах также выступал за «Пандурий» и столичное «Динамо». В 2000 году переехал в Бельгию и стал игроком «Стандарда», в составе которого провёл 47 игр. Почти столько же (46 матчей) он провёл в «Монсе». Один год отыграл в «Антверпене», но не закрепился в составе и вернулся в столичное «Динамо», где и завершил карьеру.

### В сборной
Вызывался в сборную с 1997 по 2001 год. Провёл 32 игры и трижды забивал голы. В составе команды выходил в плей-офф чемпионата мира 1998 года и чемпионата Европы 2000. На чемпионате мира играл под 13-м номером, на Евро-2000 под номером 3. После невыхода Румынии на ЧМ-2002 перестал вызываться в сборную.

### Тренерская
Перепробовал свои силы в разных клубах Румынии из разных лиг, в том числе «Прогресула» и «Пандурия».
В 2019 году Ливиу Чоботариу был назначен главным тренером сборной Ливана по футболу.